# Team BikeExchange (Frauenradsport)/Saison 2021
Diese Liste beschreibt den Kader und die Erfolge des UCI Women’s WorldTeams BikeExchange in der Saison 2021.

## Kader
| Teamkader 2021          | Teamkader 2021     | Teamkader 2021         | Teamkader 2021                            |
| Name                    | Geburtsdatum       | Land                   | Vorheriges Team                           |
| ----------------------- | ------------------ | ---------------------- | ----------------------------------------- |
| Jessica Allen           | 17. April 1993     | Australien             | High5 Dream Team (2016)                   |
| Grace Brown             | 7. Juli 1992       | Australien             | Wiggle High5 (2018)                       |
| Teniel Campbell         | 23. September 1997 | Trinidad und Tobago    | Valcar-Travel & Service (2020)            |
| Janneke Ensing          | 21. September 1986 | Niederlande            | WNT-Rotor Pro Cycling (2019)              |
| Arianna Fidanza         | 6. Januar 1995     | Italien                | Lotto Soudal Ladies (2020)                |
| Lucy Kennedy            | 11. Juli 1988      | Australien             | High5 Dream Team (2017)                   |
| Jessica Roberts         | 11. April 1999     | Vereinigtes Königreich | Breeze (2019)                             |
| Sarah Roy               | 27. Februar 1986   | Australien             | Poitou-Charentes.Futuroscope.86 (2014)    |
| Ane Santesteban         | 12. Dezember 1990  | Spanien                | Ceratizit-WNT Pro Cycling (2020)          |
| Amanda Spratt           | 17. September 1987 | Australien             |                                           |
| Moniek Tenniglo         | 2. Mai 1988        | Niederlande            | FDJ-Nouvelle Aquitaine-Futuroscope (2018) |
| Georgia Williams        | 25. August 1993    | Neuseeland             | BePink (2016)                             |
| Urška Žigart            | 4. Dezember 1996   | Slowenien              | Alé BTC Ljubljana (2020)                  |
|                         |                    |                        |                                           |
| Quelle: ProCyclingStats |                    |                        |                                           |

## Siege
| Siege    | Siege                                                        | Siege      | Siege  | Siege            | Siege |
| Datum    | Rennen                                                       | Staat      | Klasse | Siegerin         |       |
| -------- | ------------------------------------------------------------ | ---------- | ------ | ---------------- | ----- |
| 7. Feb.  | Australische Meisterschaften, Straßenrennen der Frauen       | Australien | CN     | Sarah Roy        |       |
| 12. Feb. | Neuseeländische Meisterschaften, Einzelzeitfahren der Frauen | Neuseeland | CN     | Georgia Williams |       |
| 14. Feb. | Neuseeländische Meisterschaften, Straßenrennen der Frauen    | Neuseeland | CN     | Georgia Williams |       |
| 25. Mär. | Classic Brugge-De Panne                                      | Belgien    | 1.WWT  | Grace Brown      |       |
| 9. Mai   | Setmana Ciclista Valenciana, 4. Etappe                       | Spanien    | 2.1    | Urška Žigart     |       |
| 20. Mai  | Vuelta a Burgos Féminas, 1. Etappe                           | Spanien    | 2.WWT  | Grace Brown      |       |
| 13. Sep. | Tour Cycliste Féminin International de l’Ardèche, 6. Etappe  | Frankreich | 2.1    | Teniel Campbell  |       |